# Cantó de Beaupréau
El cantó de Beaupréau és un cantó francès del departament de Maine i Loira, situat al districte de Cholet. Té 12 municipis i el cap es Beaupréau.

## Municipis
- Beaupréau
- Andrezé
- Bégrolles-en-Mauges
- La Chapelle-du-Genêt
- Gesté
- Jallais
- La Jubaudière
- Le May-sur-Èvre
- Le Pin-en-Mauges
- La Poitevinière
- Saint-Philbert-en-Mauges
- Villedieu-la-Blouère

## Història
| Data d'elecció                           | Identitat          | Partit                     | Qualitat |
| ---------------------------------------- | ------------------ | -------------------------- | -------- |
| 1945-1958                                | Pierre de Blacas   | Divers droite              |          |
| 1958-1976                                | André Chiron       | MRP, després divers droite |          |
| 1976                                     | Paul Grimaud       | Divers droite              |          |
| 1976-1994                                | Jean Séchet        | UDF-CDS                    |          |
| 1994-2008                                | Dominique Brossier | UDF                        |          |
| 2008-                                    | Gilles Leroy       | UMP                        |          |
| les dades anteriors no són pas conegudes |                    |                            |          |
|                                          |                    |                            |          |

## Demografia
| A partir de 1990: Població sense dobles comptes |